# ري ويليام جونسون
ري ويليام جونسون (Ray William Johnson) عادة ما يشار إليه ب"RWJ" هو كوميديان أمريكي اشتهر عن طريق اليوتيوب ببرنامجه الكوميدي Equals Three الذي يقدمه مرتين في الإسبوع في يومي الثلاثاء والجمعة(توقيت نيويورك) حيث يعرض فيه ثلاثة فيديوهات فكاهيه ومضحكة ويقوم بالتعليق عليها ومن ثم يعرض سؤال الحلقة الذي يختاره من قبل الجمهور، وتعرض الإجابات على السؤال في الحلقة التالية، في يناير 2011 افتتح ري قناة ثانية هي Yourfavoritemartian وهي قناة خاصة بفيديوهات رسوم متحركة موسيقية هو من يقوم بغنائها. ويملك أيضاً مدونة فيديو على اليوتيوب باسم BreakingNYC.

## تعليمه وبداية اهتمامه باليوتيوب
ري ويليام جونسون هو طالب في جامعه كولومبيا يدرس القانون وكان مهتم بمشاهده مقاطع اليوتيوب ومع حبه للمقاطع المضحكة انشئ قناه Equals Three

## القنوات الحالية

### Equals Three
يساوي ثلاثة (Equals Three) هوأول برنامج لري الذي يعرض فيه ثلاث مقاطع من اليوتيوب ويعلق تعليقات مضحكه عليها وفي نهايه كل حلقه يعرض فيديو لسؤال من الجمهور ويعرض اجوبه الجمهور على السؤال الذي سبقه.
وتعتبر قناة الـ(Equals Three) أكبر قناة على موقع اليوتيوب من حيث عدد المشتركين حيث يبلغ عدد المشتركين فيها بأكثر من 8,2 مليون مشترك. وبلغ مجموع المشاهدات للقناة أكثر من 2,100,000,000 مشاهدة.

### BreakingNYC
ثاني قناه لري والتي كان يستخدمها كمدونه يوميه وأنشأها في ديسمبر 2009 بينما كان يعيش في مدينة نيويورك وينزل الفيديو فيها يوميا تقريبا حتى يونيو 2010 وبعد توقف دام سنه تقريبا استانف ري المساهمة في الفيديو فلوق وإنشاء سلسله جديده عاليه الجودة بنفس الفكرة تحت اسم Breaking Los Angeles

### Yourfavoritemartian
في يناير 2011، أطلق جونسون قناة يوتيوب تعاونية تسمى "YourFavoriteMartian" والتي تمثل مغني كرتوني يقوم بدوره ري ويليام جونسون ويغني اغاني راب حتى الآن، أصدر جونسون 25 أغنيات من خلال القناة. اعتبارا من شهر نوفمبر عام 2011، وللقناة أكثر من 1.6 مليون مشترك، مما يجعلها واحدة من أكبر القنوات على يوتيوب.

## وصلات خارجية
- الموقع الرسمي
- ري ويليام جونسون على موقع IMDb (الإنجليزية)
- ري ويليام جونسون على موقع ميوزك برينز (الإنجليزية)
- ري ويليام جونسون على موقع قاعدة بيانات الفيلم (الإنجليزية)